# Maria Teresa Enrichetta d'Austria-Este
Maria Teresa Enrichetta d'Austria-Este (nome completo in tedesco Maria Theresia Henriette Dorothea; Brno, 2 luglio 1849 – Chiemgau, 3 febbraio 1919) è stata l'ultima regina consorte di Baviera dal 1913 al 1918, come moglie di Ludovico III.
Era l'unica figlia dell'arciduca Ferdinando Carlo Vittorio e di Elisabetta Francesca d'Asburgo-Lorena. Fu pretendente giacobita dal 1875 alla morte.

## Biografia

### Infanzia

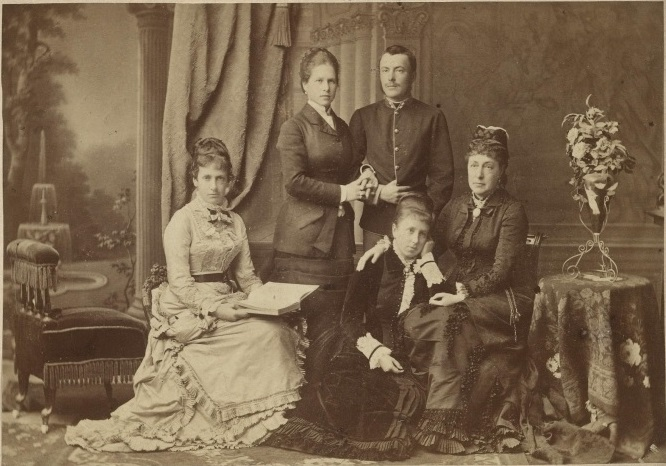
Maria Teresa e la sua famiglia: il fratello Federico con la moglie Isabella, la madre Elisabetta Francesca e la sorella Maria Cristina

Il 15 dicembre 1849, quando aveva solo cinque mesi, suo padre morì di tifo e sei anni dopo, il 18 aprile 1854, sua madre si risposò con un lontano parente, il duca di Teschen Carlo Ferdinando d'Austria-Teschen.
Maria Teresa era una discendente dell'antica casta scozzese degli Stuart. Dopo la morte dello zio (fratello del padre di Enrichetta) Francesco, il diritto al trono inglese, secondo la tradizione giacobita, passò a lei, che tuttavia non palesò mai la sua intenzione di far valere questo diritto.

### Trattative matrimoniali
Francesco V d'Austria-Este, duca di Modena e Reggio, tutore di Maria Teresa, sostenne a lungo la necessità che la nipote sposasse il granduca di Toscana Ferdinando (di quattordici anni più anziano di lei). Il giorno di Pentecoste del 1867, in occasione del funerale a Vienna della sua cara amica Matilde d'Asburgo-Teschen, Enrichetta conobbe il principe Ludovico di Baviera (che diverrà poi re di Baviera con il nome di Ludovico III), al funerale di Matilde in rappresentanza del re Ludovico II; i due s'innamorarono ed il fidanzamento ufficiale ebbe luogo nel castello di Seelowitz il 22 ottobre 1867.

### Matrimonio

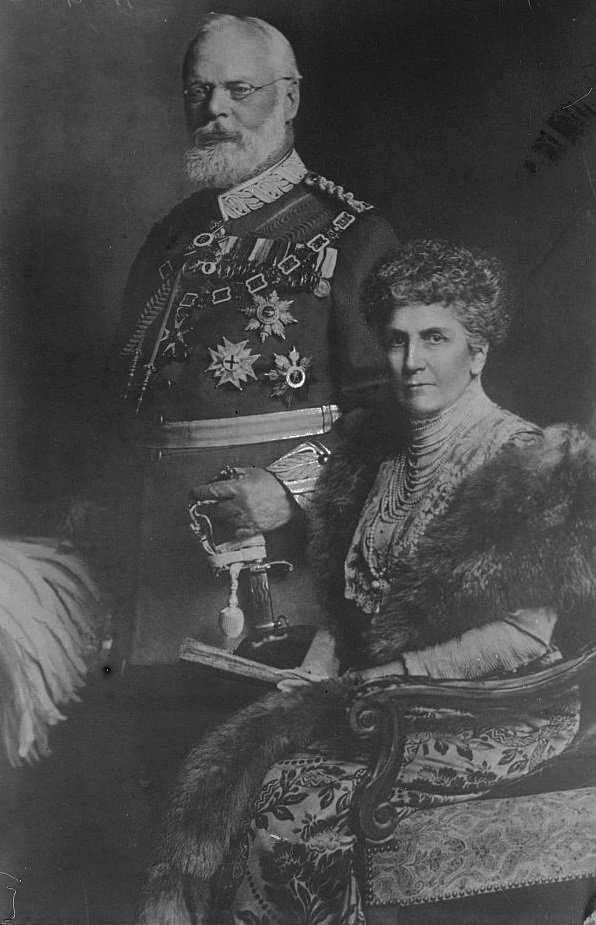
Ludovico III di Baviera e Maria Teresa Enrichetta d'Austria-Este in una fotografia ufficiale di Sovrani di Bavieria

Pochi mesi dopo, il 20 febbraio dell'anno successivo, presso l'Hofburg di Vienna, venne celebrato il matrimonio da Antonín Arnošt Schaffgotsche vescovo di Brno, che aveva già impartito a Maria Teresa battesimo, prima comunione e cresima, alla presenza dell'imperatore Francesco Giuseppe. Dopo i festeggiamenti per il matrimonio, la coppia prese residenza a Monaco di Baviera nel Palazzo Leuchtemberg, sulla Odeonsplatz.

### Regina di Baviera
Il 5 novembre 1913 Ludovico salì al trono di Baviera e Maria Teresa divenne così Regina consorte di Baviera.

### Deposizione e morte
Il 7 novembre 1918 Kurt Eisner dichiarò deposto Ludovico III di Baviera, proclamando lo "Stato libero di Baviera" (Freistaat Bayern).

Maria Teresa morì l'anno successivo; alla morte del marito, avvenuta tre anni dopo la sua, la sua salma venne traslata nella Frauenkirche dove, insieme alla salma del marito, fu inumata nella tomba di famiglia Wittelsbach. Tuttavia il suo cuore, come anche quello del marito Ludovico, è conservato in una teca argentata presso la Gnadenkapelle di Altötting.

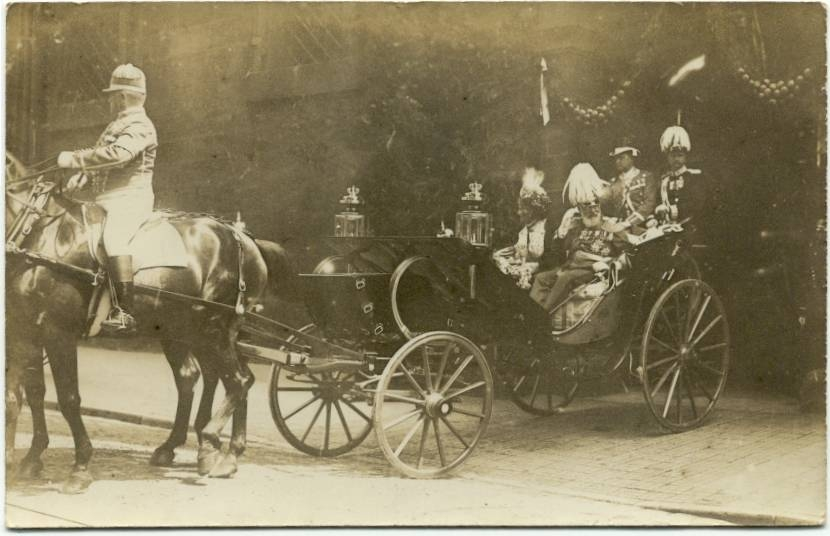
Maria Teresa e il marito Ludovico di Wittelsbach

## Discendenza

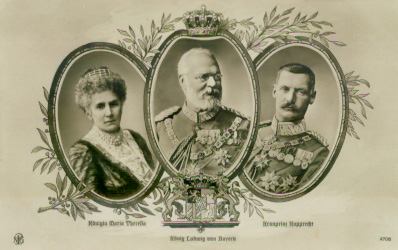
Maria Teresa, Ludovico III ed il figlio Rupprecht

Maria Teresa ebbe da Ludovico tredici figli e le pretese sul trono inglese vennero trasmesse ad essi secondo le regole della successione:
| Immagine | Nome                                                      | Nascita                             | Morte                                   | Matrimonio                                                       | Consorte | Discendenza                               | Titoli                                                                |
| -------- | --------------------------------------------------------- | ----------------------------------- | --------------------------------------- | ---------------------------------------------------------------- | --- | ----------------------------------------- | --------------------------------------------------------------------- |
|          | Rupprecht Rupprecht Maria Leopoldo Ferdinando             | 18 maggio 1869, Monaco di Baviera   | 2 agosto 1955, Starnberg                | 1. 10 luglio 1900, Monaco di Baviera 2. 7 aprile 1921, Lenggries | 1. Maria Gabriella in Baviera (9 ottobre 1878 - 24 ottobre 1912) 2. Antonia di Nassau-Weilburg (7 ottobre 1899 - 31 luglio 1954) | 11 figli, 25 nipoti e più di 20 pronipoti | Principe della Corona di Baviera dal 1913 al 1918 - Capo della casata |
|          | Adelgonda Adelgonda Maria Augusta Teresa                  | 17 ottobre 1870, Lindau             | 4 gennaio 1958, Castello di Sigmaringen | 20 gennaio 1915, Monaco di Baviera                               | Guglielmo di Hohenzollern-Sigmaringen (7 marzo 1864 - 22 ottobre 1927)                                                           |                                           | principessa di Baviera, poi principessa di Hohenzollern-Sigmaringen   |
|          | Maria Maria Ludovica Teresa                               | 6 luglio 1872, Lindau               | 10 giugno 1954, Lindau                  | 31 maggio 1897, Monaco di Baviera                                | Ferdinando Pio di Borbone-Due Sicilie (25 luglio 1869 - 7 gennaio 1960)                                                          | 6 figli, 5 nipoti e 7 pronipoti           | Principessa di Baviera, poi duchessa di Calabria                      |
|          | Carlo Carlo Maria Leopoldoa                               | 1 aprile 1874, Lindau               | 9 maggio 1927, Monaco di Baviera        |                                                                  | |                                           | Principe di Baviera                                                   |
|          | Francesco Francesco Maria Leopoldo                        | 10 ottobre 1875, Starnberg          | 25 gennaio 1957, Starnberg              | 8 luglio 1912, Baden-Baden                                       | Isabella Antonia von Croÿ (7 ottobre 1890 - 30 marzo 1982)                                                                       | 6 figli, 37 nipoti e più di 40 pronipoti  | Principe di Baviera                                                   |
|          | Matilde Matilde Maria Teresa Enrichetta Cristina Leopolda | 17 agosto 1877, Lindau              | 6 agosto 1906, Davos                    | 1 maggio 1900, Residenza di Monaco di Baviera                    | Luigi Gastone di Sassonia-Coburgo-Koháry (15 settembre 1870 - 23 gennaio 1942)                                                   | 2 figli                                   | Principessa di Baviera, poi principessa di Sassonia-Coburgo           |
|          | Wolfang Wolfang Maria Leopoldo                            | 2 luglio 1879, Lindau               | 31 gennaio 1895, Monaco di Baviera      |                                                                  | |                                           | Principe di Baviera                                                   |
|          | Ildegarda Ildegarda Maria Christina Therese               | 5 marzo 1881, Monaco di Baviera     | 7 maggio 1948, Frasdorf                 |                                                                  | |                                           | Principessa di Baviera                                                |
|          | Notburga Notburga Karolina Maria                          | 19 marzo 1883, Monaco di Baviera    | 24 marzo 1883, Monaco di Baviera        |                                                                  | |                                           | Principessa di Baviera                                                |
|          | Wiltrude Wiltrud Marie Alix                               | 10 novembre 1884, Monaco di Baviera | 28 marzo 1975, Oberstdorf               | 26 novembre 1924, Monaco di Baviera                              | Mindaugas II di Lituania (3 marzo 1864 - 24 marzo 1928)                                                                          |                                           | Principessa di Baviera                                                |
|          | Elmtrude Helmtrud Marie Amalie                            | 22 marzo 1886, Monaco di Baviera    | 23 giugno 1977, Frasdorf                |                                                                  | |                                           | Principessa di Baviera                                                |
|          | Dietlinde Dietlinde Maria Theresia Josepha Adelgunde      | 2 gennaio 1888, Monaco di Baviera   | 14 febbraio 1889, Monaco di Baviera     |                                                                  | |                                           | Principessa di Baviera                                                |
|          | Guedelinda Gundelinde Maria Josepha                       | 26 agosto 1891, Monaco di Baviera   | 16 agosto 1983, Moos                    | 23 febbraio 1919, Rosenheim                                      | Johann Georg von Preysing-Lichtenegg-Moos (17 dicembre 1887 - 17 marzo 1924)                                                     | 2 figli e 3 nipoti                        | Principessa di Baviera                                                |

## Ascendenza
|                                            |                              |                                             | Genitori                                |  |  | Nonni |  |  | Bisnonni                    |  |  | Trisnonni                   |  |
|                                            |                              |                                             |                                         |  |  |       |  |  | Ferdianndo d'Asburgo-Lorena |  |  | Francesco Stefano di Lorena |  |
|                                            |                              |                                             |                                         |  |  |       |  |  | Ferdianndo d'Asburgo-Lorena |  |  | Francesco Stefano di Lorena |  |
|                                            |                              | Maria Teresa d'Austria                      |                                         |  |  |       |  |  | Ferdianndo d'Asburgo-Lorena |  |  |                             |  |
| Francesco IV d'Austria-Este                |                              |                                             |                                         |  |  |       |  |  | Ferdianndo d'Asburgo-Lorena |  |  |                             |  |
|                                            |                              | Maria Beatrice d'Este                       | Ercole III d'Este                       |  |  |       |  |  |                             |  |  |                             |  |
|                                            |                              | Maria Beatrice d'Este                       | Ercole III d'Este                       |  |  |       |  |  |                             |  |  |                             |  |
|                                            |                              | Maria Beatrice d'Este                       | Maria Teresa Cybo-Malaspina             |  |  |       |  |  |                             |  |  |                             |  |
| Ferdinando Carlo Vittorio d'Austria-Este   |                              | Maria Beatrice d'Este                       |                                         |  |  |       |  |  |                             |  |  |                             |  |
|                                            |                              | Vittorio Emanuele I di Savoia               | Vittorio Amedeo III di Savoia           |  |  |       |  |  |                             |  |  |                             |  |
|                                            |                              | Vittorio Emanuele I di Savoia               | Vittorio Amedeo III di Savoia           |  |  |       |  |  |                             |  |  |                             |  |
|                                            |                              | Vittorio Emanuele I di Savoia               | Maria Antonietta di Borbone-Spagna      |  |  |       |  |  |                             |  |  |                             |  |
| Maria Beatrice di Savoia                   |                              | Vittorio Emanuele I di Savoia               |                                         |  |  |       |  |  |                             |  |  |                             |  |
|                                            |                              | Maria Teresa d'Austria-Este                 | Ferdinando d'Asburgo-Este               |  |  |       |  |  |                             |  |  |                             |  |
|                                            |                              | Maria Teresa d'Austria-Este                 | Ferdinando d'Asburgo-Este               |  |  |       |  |  |                             |  |  |                             |  |
|                                            |                              | Maria Teresa d'Austria-Este                 | Maria Beatrice d'Este                   |  |  |       |  |  |                             |  |  |                             |  |
| Maria Teresa Enrichetta d'Austria-Este     |                              | Maria Teresa d'Austria-Este                 |                                         |  |  |       |  |  |                             |  |  |                             |  |
|                                            | Leopoldo II d'Asburgo-Lorena | Francesco Stefano di Lorena                 |                                         |  |  |       |  |  |                             |  |  |                             |  |
|                                            | Leopoldo II d'Asburgo-Lorena | Francesco Stefano di Lorena                 |                                         |  |  |       |  |  |                             |  |  |                             |  |
|                                            | Leopoldo II d'Asburgo-Lorena | Maria Teresa d'Austria                      |                                         |  |  |       |  |  |                             |  |  |                             |  |
| Giuseppe Antonio Giovanni d'Asburgo-Lorena | Leopoldo II d'Asburgo-Lorena |                                             |                                         |  |  |       |  |  |                             |  |  |                             |  |
|                                            |                              | Maria Ludovica di Borbone-Spagna            | Carlo III di Spagna                     |  |  |       |  |  |                             |  |  |                             |  |
|                                            |                              | Maria Ludovica di Borbone-Spagna            | Carlo III di Spagna                     |  |  |       |  |  |                             |  |  |                             |  |
|                                            |                              | Maria Ludovica di Borbone-Spagna            | Maria Amalia di Sassonia                |  |  |       |  |  |                             |  |  |                             |  |
| Elisabetta Francesca d'Asburgo-Lorena      |                              | Maria Ludovica di Borbone-Spagna            |                                         |  |  |       |  |  |                             |  |  |                             |  |
|                                            |                              | Ludovico Federico Alessandro di Württemberg | Federico II Eugenio di Württemberg      |  |  |       |  |  |                             |  |  |                             |  |
|                                            |                              | Ludovico Federico Alessandro di Württemberg | Federico II Eugenio di Württemberg      |  |  |       |  |  |                             |  |  |                             |  |
|                                            |                              | Ludovico Federico Alessandro di Württemberg | Federica Dorotea di Brandeburgo-Schwedt |  |  |       |  |  |                             |  |  |                             |  |
| Maria Dorotea di Württemberg               |                              | Ludovico Federico Alessandro di Württemberg |                                         |  |  |       |  |  |                             |  |  |                             |  |
|                                            |                              | Enrichetta di Nassau-Weilburg               | Carlo Cristiano di Nassau-Weilburg      |  |  |       |  |  |                             |  |  |                             |  |
|                                            |                              | Enrichetta di Nassau-Weilburg               | Carlo Cristiano di Nassau-Weilburg      |  |  |       |  |  |                             |  |  |                             |  |
|                                            |                              | Enrichetta di Nassau-Weilburg               | Carolina d'Orange-Nassau                |  |  |       |  |  |                             |  |  |                             |  |
|                                            |                              | Enrichetta di Nassau-Weilburg               |                                         |  |  |       |  |  |                             |  |  |                             |  |